# Epeolus banksi
Epeolus banksi är en biart som först beskrevs av Cockerell 1907.  Epeolus banksi ingår i släktet filtbin, och familjen långtungebin. Inga underarter finns listade i Catalogue of Life.